# Hella Hirsch
Hella Hirsch (* 6. März 1921 in Posen; † 4. März 1943 in der Strafanstalt Plötzensee, Berlin) war eine deutsche Arbeiterin und Widerstandskämpferin gegen den Nationalsozialismus sowie ein Opfer der NS-Kriegsjustiz.

## Leben und Tätigkeit

### Früher Werdegang

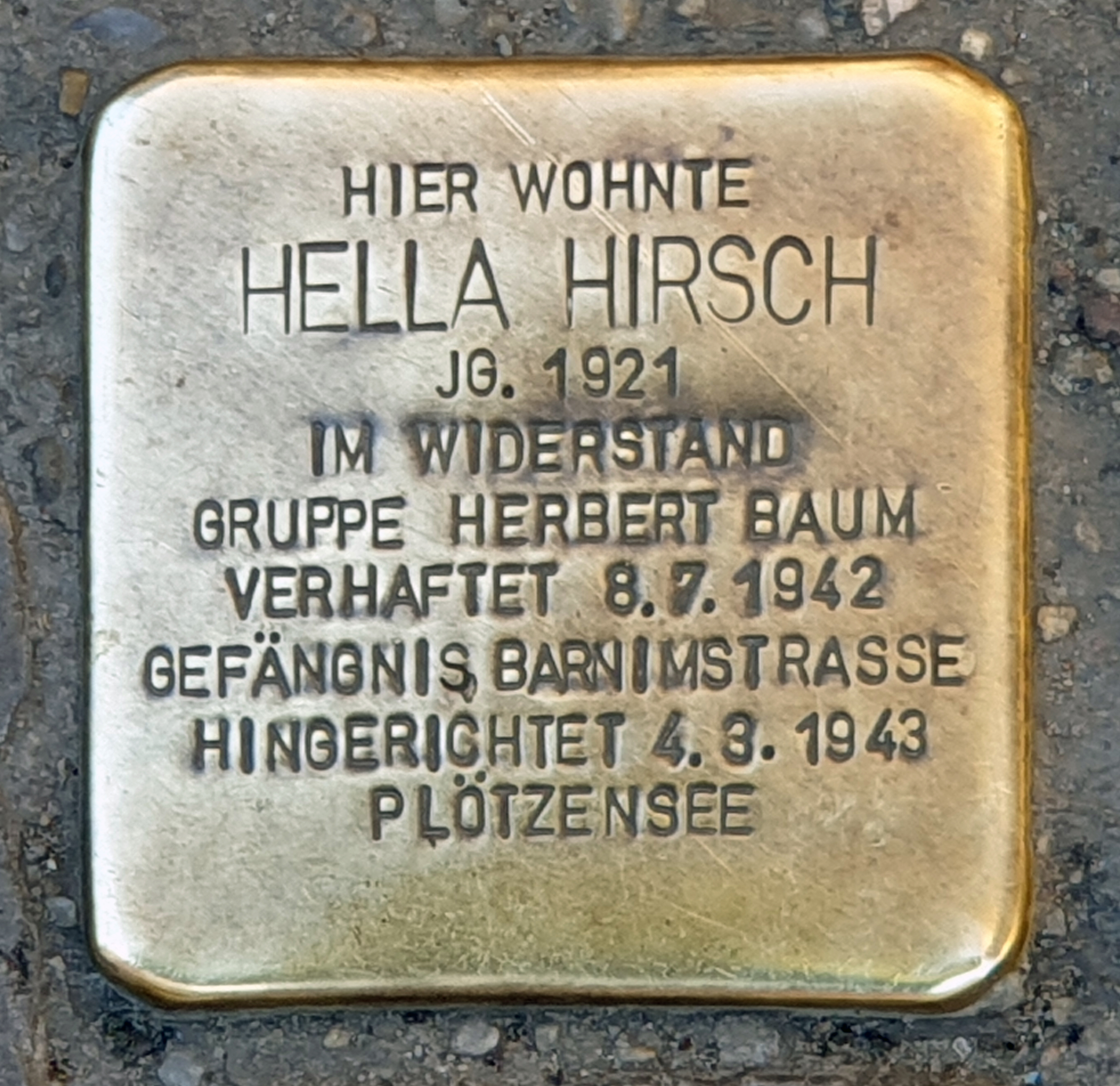
Stolperstein am Haus, Auguststraße 49A, in Berlin-Mitte

Hirsch war die ältere von zwei Töchtern ihrer Eltern. In ihrer Jugend besuchte sie eine jüdische Volksschule und das Margarethen-Lyzeum. Anschließend absolvierte sie von April 1937 bis März 1939 eine kaufmännische Lehre bei der Firma Zeidler und Remark. Später arbeitete sie von Juni 1939 bis Juni 1941 als Sprechstundenhilfe bei dem Augenarzt Fritz Hirschfeld. Ab Juni 1941 musste Hirsch zwangsweise im Aceta-Werk der IG Farben in Berlin-Rummelsburg arbeiten.
Politisch gehörte Hirsch seit den 1930er Jahren einer kommunistisch orientierten Jugendgruppe um den Elektriker Herbert Baum an. Die Herbert-Baum-Gruppe war trotz ihrer ideologischen Ausrichtung und trotz der früheren KPD-Mitgliedschaft einiger ihrer Mitglieder nicht mit der Kommunistischen Partei Deutschlands (KPD) und ihrer in Deutschland nach 1933 illegal weiterbestehenden Untergrundorganisation verbunden, sondern war unabhängig und nach den Worten Herbert Baums „eher ein Freundeskreis“. Unter Anleitung von Baum führte sie heimliche Treffen durch, bei denen politische Aussprachen und Schulungen im marxistischen Sinne durchgeführt wurden.

### Widerstand und Tod
Um 1936 begann die Baum-Gruppe mit Aktivitäten zur Bekämpfung der NS-Herrschaft von innen. Von Hirsch ist die Bekundung überliefert, dass, wenn Hitler gestürzt werde, „es dann den Juden wieder besser gehen“ werde. In den Jahren 1940 bis 1942 verbreitete die Gruppe gegen die Nationalsozialisten und den Krieg gerichtetes Propagandamaterial. Einen Höhepunkt erreichten die Aktionen der Baum-Gruppe, als sie am 18. Mai 1942 einen Brandanschlag auf die NS-Propagandaausstellung „Das Sowjet-Paradies“ im Berliner Lustgarten verübte. Hirsch ging nach dem Anschlag eine Weile in den Untergrund. Zusammen mit ihrem Freund Felix Heymann, den sie im Mai 1942 heiratete, hielt sie sich in einer Wohnung in Fredersdorf verborgen.
Im Zuge der Zerschlagung der Gruppe um Baum wurde Hirsch am 8. Juli 1942 an ihrem Arbeitsplatz – an den sie im Glauben, dass die Verhaftungswelle abgeklungen sei, zurückgekehrt war – verhaftet. Zusammen mit Heinz Birnbaum, Marianne Joachim, Hildegard Loewy, Hanni Meyer, Helmut Neumann, Heinz Rotholz, Siegbert Rotholz und Lothar Salinger wurde sie vor dem 2. Senat des Volksgerichtshofes wegen „Vorbereitung zum Hochverrat und landesverräterischer Feindbegünstigung“ angeklagt.
Im Urteil vom 10. Dezember 1942 wurden die Angeklagten für schuldig befunden. Hirsch wurde ebenso wie Birnbaum, Joachim, Loewy, Meyer, Neumann, Heinz und Siegbert Rotholz sowie Salinger zum Tode verurteilt. Die Angeklagten Lotte Rotholz, Edith Fraenkel und Hellas Schwester Alice Hirsch erhielten acht, fünf beziehungsweise drei Jahre Zuchthaus. Die neun Todesurteile wurden am 3. März 1943 in der Strafanstalt Plötzensee mit dem Fallbeil vollstreckt. Der Oberreichsanwalt ließ die Vollstreckung der Hinrichtungen an den Berliner Litfaßsäulen bekannt machen, siehe hier Abschnitt Hinrichtung. Die enthaupteten Leichen wurden der Charité zu Lehr- und Forschungszwecken überlassen. Dem Anatomen Hermann Stieve, der an den Leichen von aus politischen Gründen Hingerichteten wie Hirsch forschte, wurde dies nach 1945 zum Vorwurf gemacht.
Hirschs Schwester Alice wurde später ins Konzentrationslager Auschwitz deportiert und dort vergast.

### Nachleben
In der Erinnerungskultur der BRD wurde die Baum-Gruppe, laut dem Filmemacher Lothar Schuster, einfach der KPD zugeschlagen, obwohl sie kein Teil derselben war, und weitgehend ignoriert. In der DDR wurde ausschließlich der Jungkommunist Baum gewürdigt, während die jüdischen Mitglieder der Gruppe kurzerhand unterschlagen oder zu linientreuen Kommunisten deklariert wurden, so auch Hirsch.
Heute erinnert der Alice-und-Hella-Hirsch-Ring in Berlin an Hirsch und ihre Schwester. 2010 wurde zudem der dokumentarische Kurzfilm Hella Hirsch und ihre Freunde von Barbara Kaspers und Lothar Schuster veröffentlicht.

## Hinrichtung
Auf einem grellroten Plakat wurden Verurteilung und Hinrichtung dieser jungen Menschen, sie waren zwischen 20 und 23 Jahre alt, der Bevölkerung mitgeteilt. Ihre Namen waren mit den gesetzmäßig vorgeschriebenen Zwangs-Zusatz-Vornamen Sara bzw. Israel versehen.

„Bekanntmachung
die am 10. Dezember 1942 vom Volksgerichtshof  wegen Vorbereitung zum Hochverrat und landesverräterischer Feindbegünstigung zum Tode verurteilten
Heinz Israel Rotholz, 21 Jahre alt,
Heinz Israel Birnbaum, 22 Jahre alt,
Lothar Israel Salinger, 23 Jahre alt,
Helmuth Israel Neumann, 21 Jahre alt,
Siegbert Israel Rotholz, 23 Jahre alt,
Hella Sara Hirsch, 21 Jahre alt,
Hanni Sara Mayer, 23 Jahre alt,
Marianna Sara Joachim, 21 Jahre alt und
Hildegard Sara Loewy, 20 Jahre alt,
sämtlich aus Berlin, sind heute hingerichtet worden.
Berlin, den 4. März 1943
Der Oberreichsanwalt beim Volksgerichtshof“

mit dem Untertext 

„Bekanntmachung über die Vollstreckung der Todessurteile an Heinz Rotholz und seine Gefährten“

## Gedenksteine

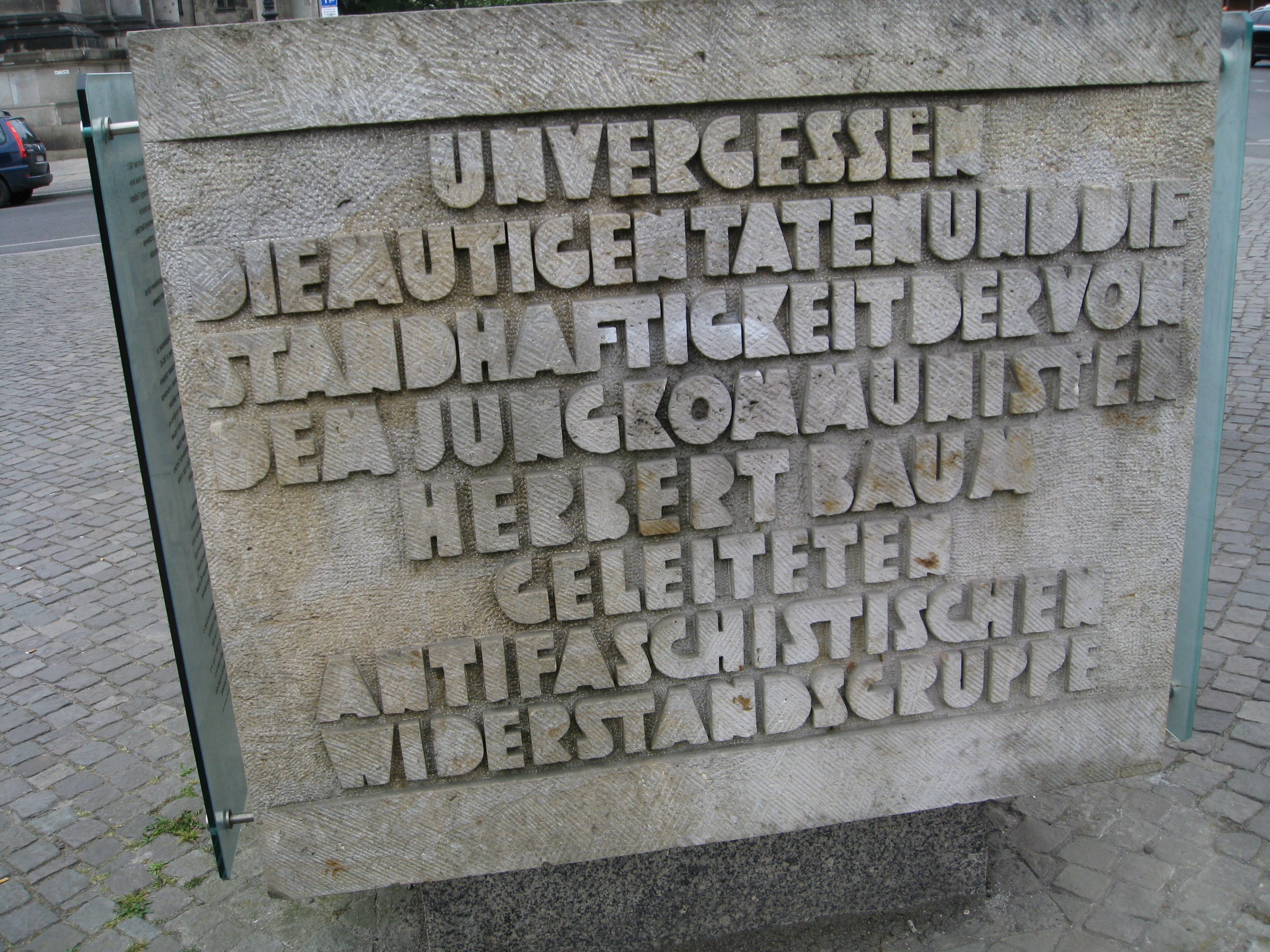
Der Berliner Gedenkstein im Lustgarten

Heute erinnern zwei der Baum-Gruppe gewidmeter Gedenksteine in Berlin namentlich auch an Hella Hirsch.
1. Gedenktafel in Berlin auf dem Jüdischen Friedhof Weißensee (Eingang: Markus-Reich-Platz).[7]
2. Dieser von Bildhauer Jürgen Raue gestaltete Gedenkstein wurde 1981 im Auftrag des Magistrats von Berlin (Ost) ohne nähere Informationen über die Widerstandsaktion im Lustgarten aufgestellt.[8]
3. Am 18. November 2022 wurde vor ihrem ehemaligen Wohnort, Berlin-Mitte, Auguststraße 49, ein Stolperstein verlegt.